# Elionor de Toledo

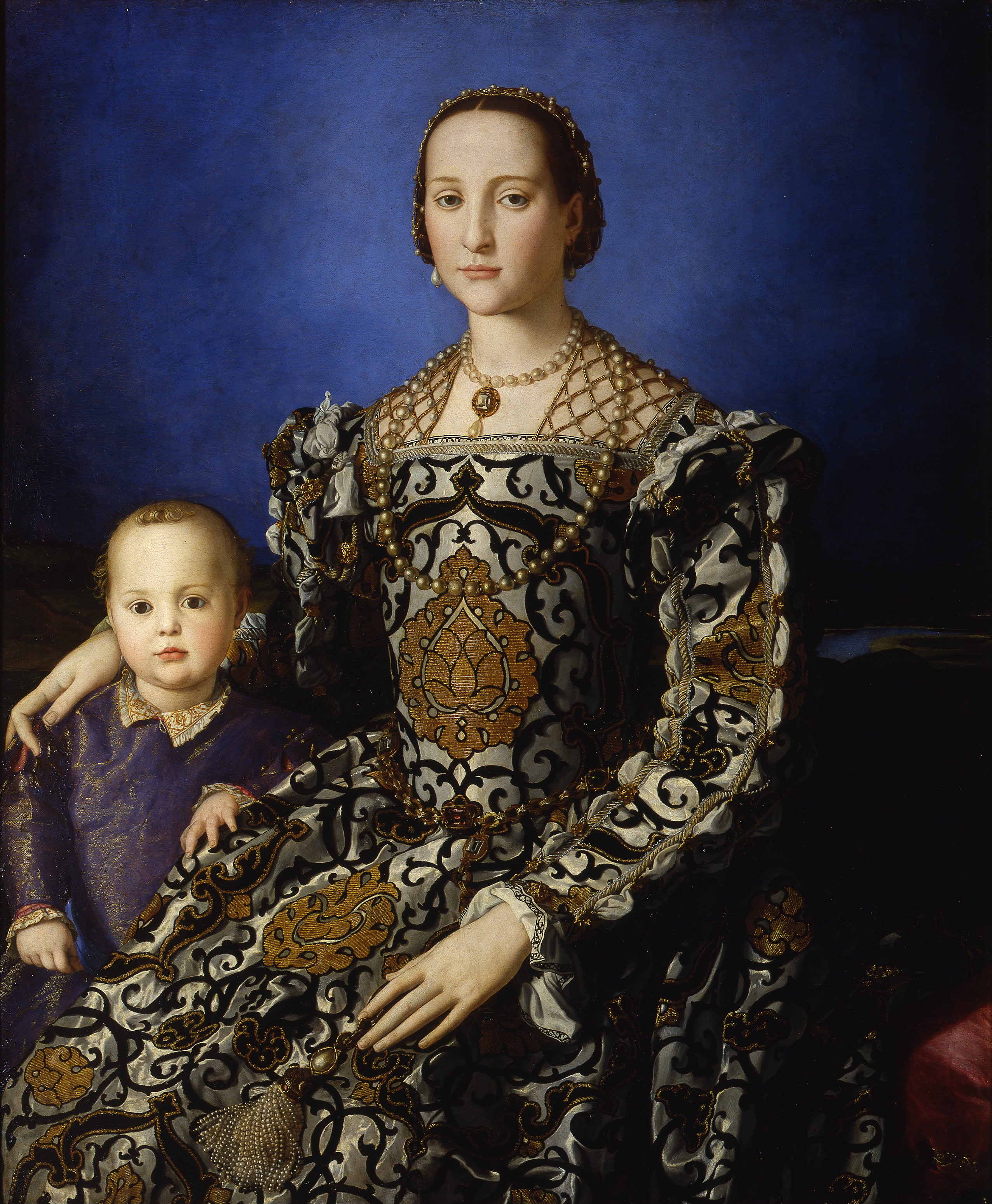
Retrat d'Elionor de Toledo i el seu fill Garcia, obra de Bronzino.

Elionor de Toledo (en castellà: Leonor Álvarez de Toledo y Pimentel-Osorio (Alba de Tormes, Corona de Castella 1522 - Pisa, Gran Ducat de Toscana 1562) fou una aristòcrata castellana que va esdevenir Duquessa consort de Florència.

## Orígens familiars
Va néixer vers el 1522 a la ciutat d'Alba de Tormes, població que en aquell moment formava part de la Corona de Castella i que avui en dia forma part de la província de Salamanca sent filla de Pedro Álvarez de Toledo y Zúñiga i de la marquesa de Villafranca Juana Osorio y Pimentel.

## Núpcies i descendents
Es casà el 29 de març de 1539 a la catedral de Florència amb el duc Cosme I de Mèdici, fill de Giovanni dalle Bande Nere i Maria Salviati. D'aquesta unió nasqueren:
- Maria de Mèdici (1540-1557)
- Francesc I de Mèdici (1541-1587), Gran Duc de Toscana
- Isabella de Mèdici (1542-1576), casada el 1565 amb Paolo Giordano I Orsini
- Joan de Mèdici (1543-1562), bisbe de Pisa i cardenal
- Lucrècia de Mèdici (1544-1561), casada el 1558 amb Alfons II d'Este
- Pere de Mèdici (1546-1547)
- Garcia de Mèdici (1547-1562)
- Antoni de Mèdici (1548)
- Ferran I de Mèdici (1549-1609), Gran Duc de Toscana
- Anna de Mèdici (1553)
- Pere de Mèdici (1554-1604)

El matrimoni amb Cosme I Mèdici es va organitzar, sense cap mena de dubte, no només pel seu gran dot sinó també per raons polítiques i dinàstiques. Elionor descendia d'una de les famílies ben possicionades en el seu moment a la Corona de Castella i tenia grans vincles amb els Habsburg, especialment amb Carles V del Sacre Imperi Romanogermànic, del qual el seu pare n'estava al seu servei i posteriorment serví com a virrei de Nàpols. Amb aquesta aliança Carles V va poder mantenir les tropes espanyoles i imperials dins de la Toscana i fer front a qualsevol possible invasió francesa de la península italiana.
La parella va residir al principi a l'actual Palau Mèdici-Riccardi, traslladant-se posteriorment al Palazzo Vecchio, millorat i engrandit per a l'ocasió. Deu anys després de les noces, la parella es va traslladar a la seva nova residència del Palau Pitti, palau que fou comprat per iniciativa d'Elionor. Va ser una gran mecenes, protegint a artistes com Bronzino i Pontormo, augmentant enormement la col·lecció de pintura dels Mèdici, instal·lada actualment a la Galeria dels Uffizi.
Va morir a la ciutat de Pisa el 18 de desembre de 1562, població on s'havia traslladat a la recerca de l'ambient costaner, tractant així d'alleujar la malaltia pulmonar que sofria, i que finalment va posar fi a la seva vida.